# ひょうきん
| ウィキペディアには「ひょうきん」という見出しの百科事典記事はありません（タイトルに「ひょうきん」を含むページの一覧/「ひょうきん」で始まるページの一覧）。 代わりにウィクショナリーのページ「剽軽」が役に立つかもしれません。 |